# De Bilt
De Bilt es un municipio y una localidad de la Provincia de Utrecht de los Países Bajos.

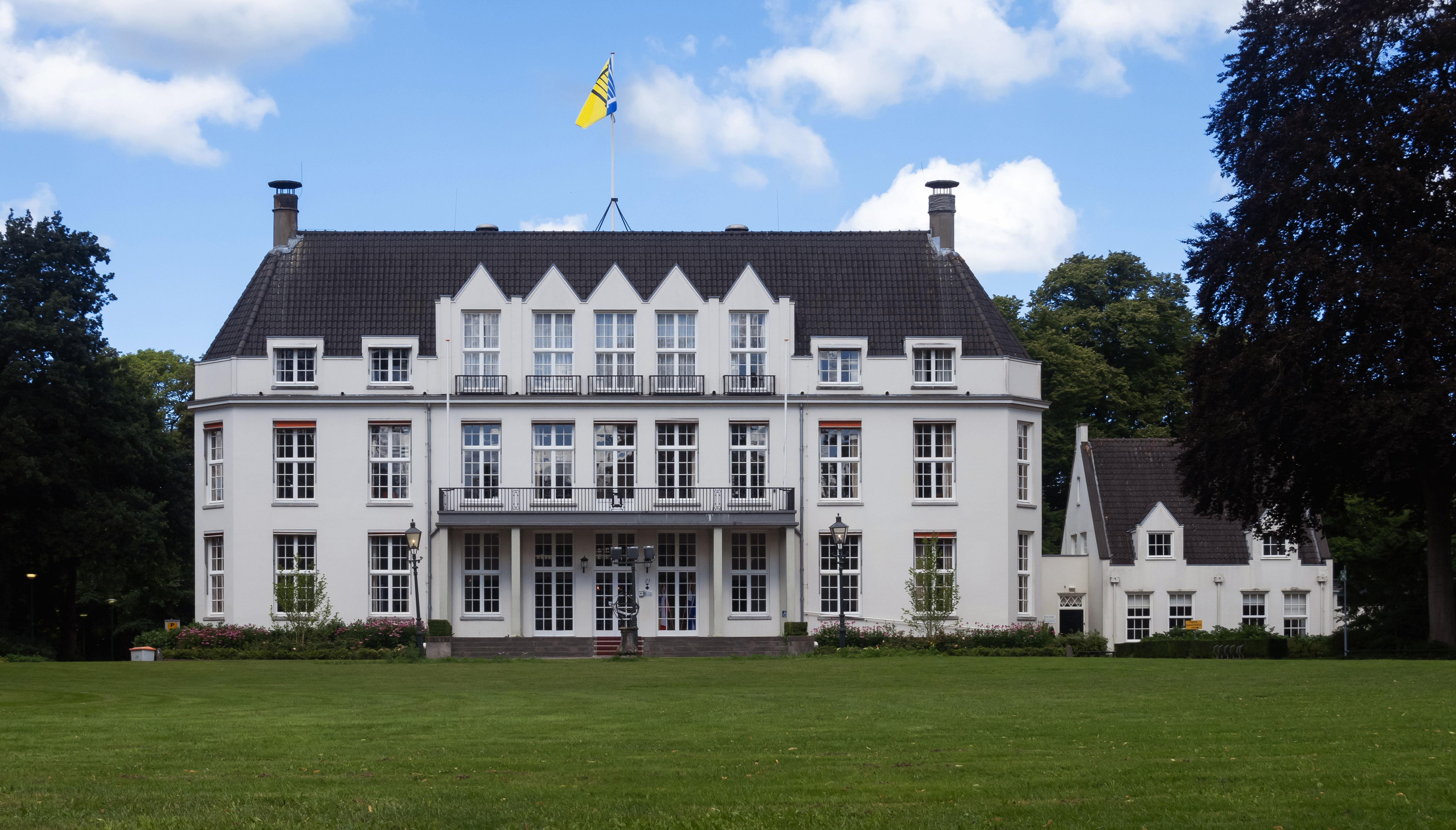
Bilthoven, la finca Jagtlust (el actual ayuntamiento)

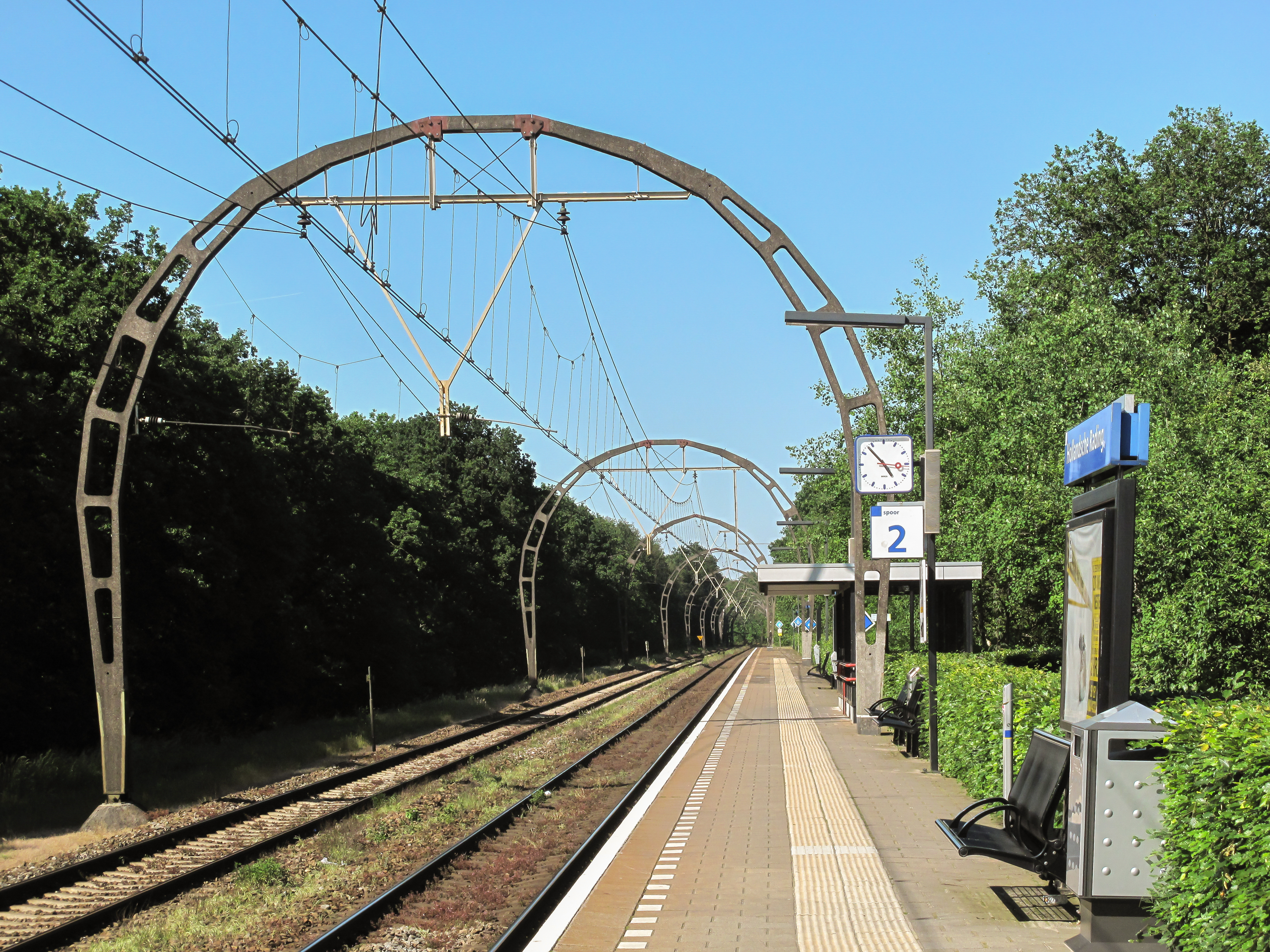
Hollandsche Rading, la estación